# Jan Barcicki
Jan Barcicki (ur. ok. 1750, zm. ok. 1812 prawdop. w Chwałowicach) – polski skrzypek-wirtuoz, pianista, kompozytor, kapelmistrz i pedagog.

## Życiorys
Od 1784 był nauczycielem gry na fortepianie i skrzypkiem w kapeli kolegiackiej przy kościele św. Michała Archanioła w Lublinie, prowadzonej przez Józefa Miklasiewicza. Miklasiewicz wpadł w długi i w 1791 decyzją komisji królewskiej kapela została rozwiązana, a instrumenty przekazane wierzycielom. Na skutek starań Barcickiego w tym samym roku przejął on kierownictwo nad kapelą wraz z jej zobowiązaniami i prowadził kapelę do 1792 oraz ponownie w latach 1794–1802.
W 1792 został wybrany sędzią gminnym. Na przełomie 1793 i 1794 wyjechał do Opola Lubelskiego, gdzie został kapelmistrzem kapeli dworskiej i nauczycielem muzyki na dworze Lubomirskich. Przebywał tam to połowy 1794, następnie wrócił do Lublina. W 1802 wyjechał do Terespola; zmarł 10 lat później.
Działalność kapelmistrzowska Barcickiego przyczyniła się do podniesienia poziomu życia muzycznego w Lublinie.

## Twórczość
Skomponował Symfonię B-dur i utwory fortepianowe, w tym Fantaisie–Polonaise g-moll, Fantaisie–Polonaise D-dur i Quadrille de contredanses oraz pozostały w rękopisie zbiór sześciu polonezów Polonaisso pour Forte Piano a comp. J. Barcicki. Przypisuje mu się autorstwo melodii tzw. Poloneza Kościuszki śpiewanej z różnymi tekstami, m.in. Podróż twoja nam nie miła z 1792 oraz Patrz Kościuszko na nas z nieba – bardzo popularnej swego czasu pieśni do słów Rajnolda Suchodolskiego z 1830 roku. Czasem jest mylony ze swoim synem Adamem Janem, działającym w Wielkopolsce.

## Rodzina
Jego pierwszą żoną była Franciszka z Grodzickich, z którą miał syna Adama Jana (ur. 1785). Po jej śmierci, 1 stycznia 1795 poślubił Annę z Żykiewiczów, z którą miał czworo dzieci: Joannę (ur. 1795), Mariannę (ur. 1798), Ludwika (ur. 1800) i Władysława (ur. 1812).

## Upamiętnienie
Jan Barcicki jest patronem ulicy na lubelskim Czechowie.